# Cymodoce valida
Cymodoce valida är en kräftdjursart som först beskrevs av Stebbing 1902.  Cymodoce valida ingår i släktet Cymodoce och familjen klotkräftor. Inga underarter finns listade i Catalogue of Life.